# Sven Sachsalber
Sven Sachsalber (* 8. Mai 1987 in Schlanders; † 12. Dezember 2020 in Wien) war ein italienischer Bildender Künstler.

## Biografie
Sachsalber wurde in Südtirol geboren und wuchs in Laatsch (Mals) im Vinschgau auf. Von 2010 bis 2013 studierte er Kunst am Royal College of Art in London.
Sachsalber war für seine Performance-Kunstwerke bekannt. So verbrachte er 24 Stunden in einem verschlossenen Raum mit einer Kuh, suchte nach einer echten Nadel im Heuhaufen und sägte Äste auf einem Baum ab.
Er starb im Dezember 2020 in Wien im Alter von 33 Jahren.

## Auszeichnungen
- 2014: New York Art Price
- 2019: Paul-Flora-Preis[4]

## Nachlass
Der künstlerische Nachlass von Sven Sachsalber soll im Museum für moderne und zeitgenössische Kunst Museion in Bozen wissenschaftlich aufbereitet werden.

## Ausstellungen
- 2014: Die Rothaarigen sind gescheit, aber auch sehr sensibel: Sven Sachsalber Hands Musaion, Bozen[7]
- 2014: Performance, Palais de Tokyo, Paris[8][9]
- 2015: Hands – Perfomance, Installation –, White Columns Gallery, New York[10]
- 2019: Buchhandlung Kalter König – Sven Sachsalber, AR/GE kunst, Bozen[11]
- 2019: Racing Suits, Ramniken Gallery, New York[12]
- 2020: Manholes, Ramniken Gallery, New York[13]
- 2020: Hands, Musaion, Bozen[14]